# Montalvânia
Montalvânia är en kommun i Brasilien.   Den ligger i delstaten Minas Gerais, i den östra delen av landet, 400 km öster om huvudstaden Brasília. Antalet invånare är 15 859.
Omgivningarna runt Montalvânia är huvudsakligen savann. Runt Montalvânia är det glesbefolkat, med 11 invånare per kvadratkilometer.